# Gregors größte Erfindung
Gregors größte Erfindung ist eine deutsche Kurzfilmkomödie von Johannes Kiefer aus dem Jahr 2001.

## Handlung
Gregor, der mit seiner Oma Herta in einem Haus zusammenlebt, ist ein leidenschaftlicher Erfinder. Vor allem seiner Oma, die immer größere Probleme mit dem Gehen hat und daher auf den Rollstuhl angewiesen ist, hilft er im Alltag mit seinen Tüfteleien, so baut er ihr aus einem Rührgerät ein Beinmassagegerät. Eines Tages kommen Hertas Freundinnen Frieda, Hilda und Gerda zu Besuch. Sie wollen Herta davon überzeugen, mit zu ihnen ins Seniorenheim Jeserig zu ziehen. Herta ist unsicher, weiß sie doch nicht, was sie im Altersheim soll.
Bei einem Waldspaziergang versagt die Bremse von Hertas Rollstuhl und sie landet in einem See, aus dem sie sich zu Fuß ans Ufer rettet. Gregor ist begeistert, als er erkennt, dass seine Oma eigentlich noch laufen kann, und beginnt, an einer neuen Erfindung zu basteln: In der Scheune am Haus hängt er ein Tragegestell auf, das mit einer Schiene an der Decke verbunden ist. Herta probiert die Konstruktion aus, ist jedoch zu übermütig und bringt sie zum Einsturz. Vor den Freundinnen wird die Aktion als häuslicher Unfall getarnt – was die drei dazu bringt, noch stärker auf einem Umzug ins Altersheim zu beharren. Sie behaupten zudem, dass Gregor sicherlich andere Sachen lieber täte, als seine Großmutter zu pflegen. Herta wird unsicher, ob sie nicht doch eine Belastung für ihren Enkel ist.
Gregor beginnt, an einer neuen Konstruktion zu bauen. Diesmal will er über einen Körpergurt, der an Heliumballons hängt, das Gehen erleichtern. Während die drei Freundinnen Herta aus dem Haus und in den Wagen zum Altersheim bringen wollen, testet Gregor seine neue Erfindung, hebt jedoch ungeplant ab und steigt in die Luft. Herta schießt mit einem Gewehr auf die Ballons, trifft jedoch zunächst Gregor am Bein und erst dann die Ballons. Hertas Freundinnen geben ihren Plan mit dem Altersheim auf, da Enkel und Oma einfach zu verrückt seien. Gregor hat von seinem Abenteuer nun ein Gipsbein und humpelt auf Krücken, während Herta langsam mit seiner Ballonerfindung das Laufen erlernt. Am Ende sieht man beide lachend über eine Wiese laufen.

## Produktion
Gregors größte Erfindung war das Regiedebüt von Johannes Kiefer. Die Arbeit am Film begann 1998, die Dreharbeiten waren, immer wieder durch Geldmangel unterbrochen, erst im Sommer 2001 beendet. Gedreht wurde in Brandenburg. Die Kostüme schuf Martina Schall, die Filmbauten stammen von Daniel Beck. Die Produktionskosten beliefen sich auf rund 50.000 Euro, die zum Teil von der Filmförderanstalt Berlin-Brandenburg kamen, zum Teil von Sponsoren und von Regisseur Kiefer selbst. Nach Fertigstellung des Films versuchte Kiefer zunächst vergeblich, eine Ausstrahlung im Fernsehen zu erreichen.
Der Film lief unter anderem im Oktober 2001 auf dem Austin Film Festival. In Deutschland war der Film unter anderem im Januar 2002 auf dem Filmfestival Max Ophüls Preis (Deutschlandpremiere) und am 19. April 2002 auf dem Filmfest Dresden zu sehen.

## Auszeichnungen (Auswahl)
Gregors größte Erfindung gewann 2001 den Publikumspreis auf dem Austin Film Festival sowie den 1. Preis auf dem Los Angeles International Short Film Festival. Auf dem Filmfestival Max Ophüls Preis war er 2002 für den Kurzfilmpreis nominiert.
Der Film wurde 2002 für einen Oscar in der Kategorie Bester Kurzfilm nominiert. Die Deutsche Film- und Medienbewertung gab dem Film 2004 das Prädikat „besonders wertvoll“.